# Stubenreinheit
Die Stubenreinheit ist ein antrainiertes Verhalten von Haustieren, Wohnbereiche nicht durch Harn- oder Kotabsatz zu verunreinigen. In der Literatur wird teilweise noch zwischen Stubenreinheit und der Verunreinigung durch Markierverhalten unterschieden. Stubenreinheit kann dabei sowohl durch die Gewöhnung des Haustieres an bestimmte Orte (Katzenklo, Außenbereiche usw.) oder durch das Erlernen eines gewissen Anhaltevermögens, in Kombination mit der Fähigkeit des Tieres seinen Drang im Zweifelsfall zu kommunizieren (Aufforderung zum Gassigang o. ä.), erfolgen.
Nicht alle Tiere sind fähig Stubenreinheit zu erlernen, so erwiesen sich mit der Domestizierung von Tieren vor allem die reinlich veranlagteren Fleischfresser als geeignet. Diese Abneigung gegenüber Verunreinigungen, gilt unter anderem als Auslöser, weshalb Katzen und Hunde sich als Haustiere einer so großen Beliebtheit erfreuen.

## Erziehungsmaßnahmen
Stubenreinheit kann durch Erziehung, Training oder Bereitstellung eines geeigneten Ortes herbeigeführt werden. Viele Haustiere bieten durch angeborenes Verhalten (auch durch Beobachtung von Elterntieren oder deren Anleitung und Vorbild) bereits gute Voraussetzungen für Stubenreinheit. Diese Tiere setzen Kot und Urin wiederholt an selbstgewählten Orten ab, die von ihnen als geeignet betrachtet werden. Dabei spielen Geruchsreize eine große Rolle.
Das Vergraben von Kot und Urin, Eigenart vieler Tiere, setzt lockeres Substrat voraus. Da viele Tiere beim Koten und Urinieren wehrlos sind, werden ruhige, deckungsreiche Plätze bevorzugt. Der Tierhalter kann solche Orte und Einrichtungen gezielt schaffen, um das Tier zu veranlassen, nur hier seine Exkremente abzusetzen und so andere Bereiche zu schonen.